# 極品老媽 (第四季)
《極品老媽》第四季（英語：Mom Season 4）由查克·洛里、艾迪·高洛達斯奇與潔瑪·貝克開創，在2016年10月27日至2017年5月11日間於CBS首播，全季共22集。故事主要圍繞於克莉絲蒂與邦妮這對冤家母女，兩人都曾對藥物及酒精成癮，如今想成為「好母親」的她們，展開戒癮的旅程。

## 製作
本季於2016年3月25日獲得續訂，並於2017年3月23日宣布續訂第5季。

### 選角
安娜·法瑞絲、艾莉森·珍妮、莎蒂·考瓦諾、麥特·瓊斯、布萊克·蓋瑞特·羅森塔爾、咪咪·甘迺迪、潔米·佩絲莉與貝絲·霍爾等主要演員均回歸第四季。考瓦諾、瓊斯與羅森塔爾登場次數同上一季持續銳減，三人都只演出2集，弗倫奇·斯圖爾特則退出主演陣容，於前兩季擔任主要演員的斯賓塞·丹尼爾斯則回歸客串1集。2016年6月24日，於第3季飾演邦妮男友亞當的威廉·菲德內爾，自本季起被提升為主要演員。
2016年10月11日，珍妮將與《白宮風雲》老同事布萊德利·惠特福德再次合作，惠特福德將客串飾演亞當的好友，妮可·沙利文也會共同於該集客串。10月21日，宣布法瑞絲的丈夫（兩人已於2018年離婚），即《侏羅紀世界》與《星際異攻隊》主角克里斯·普瑞特將客串本劇，飾演一個迷人的馬術教練尼克，其不僅將和克莉絲蒂發展情愫，他更是瑪珠莉的姪子。11月29日，宣布《執法悍將》大衛·詹姆斯·艾略特與《魅力克利夫蘭》溫蒂·馬利克加入第4季客串陣容，兩人將分別飾演可能介入邦妮與亞當關係的喬，以及亞當的前妻。

## 演員陣容

### 主要演員
- 安娜·法瑞絲 飾 克莉絲蒂·普朗奇
- 艾莉森·珍妮 飾 邦妮·普朗奇
- 莎蒂·考瓦諾（英语：Sadie Calvano） 飾 薇歐蕾特·普朗奇
- 麥特·瓊斯（英语：Matt Jones (actor)） 飾 巴克斯特
- 布萊克·蓋瑞特·羅森塔爾 飾 羅斯科
- 咪咪·甘迺迪（英语：Mimi Kennedy） 飾 瑪珠莉·阿姆斯壯
- 潔米·佩絲莉 飾 吉兒·肯豆
- 貝絲·霍爾（英语：Beth Hall） 飾 溫蒂·哈里斯
- 威廉·菲德內爾 飾 亞當·詹納考斯基

### 特別客串
- 布萊德利·惠特福德 飾 米契
- 克里斯·普瑞特 飾 尼克·班納沙克

### 常設演員
- 溫蒂·馬利克（英语：Wendie Malick） 飾 丹妮兒·詹納考斯基
- 唐·麥克馬納斯（英语：Don McManus） 飾 史提夫·寇帝斯
- 艾米·希爾（英语：Amy Hill） 飾 貝芙莉·塔倫蒂諾
- 倫納德·羅伯茲（英语：Leonard Roberts） 飾 雷·斯泰普勒
- 強納森·科恩（英语：Jonny Coyne） 飾 維多·普魯吉安
- 瑪麗·帕特·格里森（英语：Mary Pat Gleason） 飾 瑪麗
- 蘿莉·強森（英语：Lauri Johnson） 飾 碧耶翠絲
- 茱莉亞·雷斯特 飾 艾蜜莉

### 客串演員
- 莎拉·露（英语：Sara Rue） 飾 肯蒂絲·海耶斯
- 蘿西·歐唐納 飾 珍寧
- 蜜西·派兒 飾 娜塔莎
- 斯賓塞·丹尼爾斯 飾 路克

## 集數
| 總集數 | 集數 （季） | 標題                                                            | 導演          | 編劇 | 首播日期       | 製作 代碼 | 美國收視人數 （百萬） |
| --- | ----------- | --------------------------------------------------------------- | ------------- | --- | -------------- | --------- | --------------------- |
| 67 | 1           | 高帮球鞋和棕色夹克 High-Tops and Brown Jacket                   | 詹姆士·威道斯 | 劇本創作 ：查克·洛里 & 潔瑪·貝克 故事構思 ：馬科·佩奈特 & 亞當·蔡斯 & 蘇珊·麥克馬丁                              | 2016年10月27日 | T12.15351 | 7.02                  |
| 亞當回到索諾馬郡，而邦妮提議尚無居所的亞當可以當她與克莉絲蒂的房客，這讓邦妮有機會與亞當天天纏綿。吉兒決定幫助克莉絲蒂重返情場，於是她帶著克莉絲蒂來到一個充滿上流社會俊男美女的匿名戒酒会，然而吉兒卻反倒成為克莉絲蒂認識男士的阻礙。整天與亞當膩在一起的邦妮開始受不了男友的各種行為，情緒變得反覆無常，這讓他相當困擾，於是克莉絲蒂提醒邦妮應該多參加互助會。最後，吉兒不得不面對自己對所有女人都有敵意的事實，同時她也向克莉絲蒂對於自己破壞其好事道歉。 未登場：麥特·瓊斯 飾 巴克斯特、莎蒂·考瓦諾 飾 薇歐蕾特·普朗奇、布萊克·蓋瑞特·羅森塔爾 飾 羅斯科 客串：克里斯·L·麥肯納 飾 德瑞克 |             |                                                                 |               | |                |           |                       |
| 68 | 2           | 鸡剑比赛和多米尼加游击手 Sword Fights and a Dominican Shortstop | 詹姆士·威道斯 | 劇本創作 ：查克·洛里 故事構思 ：潔瑪·貝克 & 沃倫·貝爾 & 謝爾敦·布爾                                              | 2016年11月3日  | T12.15352 | 6.85                  |
| 珍寧來到邦妮等人所屬的匿名戒酒会，而珍寧看出克莉絲蒂似乎為學業所困，於是提議克莉絲蒂可以考慮到她旗下工作。亞當在得知邦妮與珍寧過去的關係後，對兩人的蕾絲情感到好奇，這讓邦妮有些受不了。克莉絲蒂陷入抉擇的困境中，而她最終還是選擇繼續堅持成為律師的夢想，試圖有始有終的完成一件事，這讓珍寧對其刮目相看。 未登場：麥特·瓊斯 飾 巴克斯特、莎蒂·考瓦諾 飾 薇歐蕾特·普朗奇、布萊克·蓋瑞特·羅森塔爾 飾 羅斯科 客串：蘿西·歐唐納 飾 珍寧、珍妮佛·泰勒 飾 艾莉莎 |             |                                                                 |               | |                |           |                       |
| 69 | 3           | 苏打水和那话儿 Sparkling Water and Ba-Dinkers                   | 詹姆士·威道斯 | 劇本創作 ：查克·洛里 & 艾迪·高洛達斯奇 & 尼克·貝凱 故事構思 ：艾莉莎·紐鮑爾 & 安妮·弗雷特-佐丹諾 & 布莉提·安可爾 | 2016年11月10日 | T12.15353 | 7.10                  |
| 邦妮在亞當暫住的最後一晚，打算為他們的性事增添特別的樂趣，然而亞當卻吸食大麻來助興，這讓邦妮認為亞當認為自己沒有魅力，而與他大吵一架。克莉絲蒂等人都認為邦妮反應過度，而亞當也在克莉絲蒂的勸説下，主動與邦妮和好。他打算以清醒的狀態與邦妮激情，然而卻一直無法喚起他的「小亞當」，這讓邦妮更加沮喪。為了知道自己究竟是否仍存在女性魅力，邦妮決定利用史提夫來測試，而史提夫則被邦妮挑逗得性欲高漲後，她隨即確認自己魅力仍在，便獨留史提夫一人不知該如何是好。邦妮高興的來找亞當，而亞當認為邦妮支配著他們的感情，這讓亞當感覺自己沒有存在的價值，於是打算和邦妮分手。自知搞砸這段感情的邦妮感到傷心，殊不知，她難過的樣子卻讓亞當提起了性致。 未登場：麥特·瓊斯 飾 巴克斯特、莎蒂·考瓦諾 飾 薇歐蕾特·普朗奇、布萊克·蓋瑞特·羅森塔爾 飾 羅斯科 客串：唐·麥克馬納斯 飾 史提夫、黛安·迪拉諾 飾 蕾絲莉、瑪麗-派特·格林 飾 蘇西 |             |                                                                 |               | |                |           |                       |
| 70 | 4           | 好奇的乔治和红发大梦魇 Curious George and the Big Red Nightmare | 詹姆士·威道斯 | 劇本創作 ：查克·洛里 故事構思 ：謝爾敦·布爾 & 亞當·蔡斯 & 沃倫·貝爾                                              | 2016年11月17日 | T12.15354 | 7.64                  |
| 巴克斯特與肯蒂絲抓到羅斯科竟暗中偷抽大麻，而巴克斯特堅稱早已將自己的大麻扔掉，因此肯蒂絲認為是克莉絲蒂帶壞了羅斯科，這讓克莉絲蒂相當憤怒。克莉絲蒂不相信巴克斯特，認為羅斯科的大麻肯定是來自巴克斯特，但他表示自己與肯蒂絲正努力「造人」，由於大麻不利於精子數量，因此他早已處理掉自己的大麻庫存，而克莉絲蒂也決定姑且相信巴克斯特。她非常擔心羅斯科會步上自己的後塵，而羅斯科謊稱大麻來自「某」同學，但隨即被邦妮誘出真相——大麻果真來自巴克斯特的私人儲藏，而克莉絲蒂與邦妮皆對此感到生氣，因此威脅巴克斯特處理掉大麻，否則將會把真相告訴肯蒂絲，同時，邦妮也趁機向巴克斯特勒索昂貴的旅遊費。巴克斯特告訴羅斯科自己吸食大麻是因為生活不快樂，並要他警惕，而羅斯科則坦承是因為家中沒有酒他才會轉而吸食大麻，這嚇壞了巴克斯特。正搭機前去度假的邦妮，發覺羅斯科會在浴缸吸食大麻可能是為了提升快感，這讓克莉絲蒂意識到這可能不是羅斯科的第一次。 未登場：威廉·菲德內爾 飾 亞當 客串：莎拉·露 飾 肯蒂絲                                                  |             |                                                                 |               | |                |           |                       |
| 71 | 5           | 可卡因和免费麦满分 Blow and a Free McMuffin                     | 詹姆士·威道斯 | 劇本創作 ：查克·洛里 & 蘇珊·麥克馬丁 & 安妮·弗雷特-佐丹諾 故事構思 ：尼克·貝凱 & 沃倫·貝爾                       | 2016年11月24日 | T12.15356 | 5.82                  |
| 薇歐蕾特罹患單核細胞症，因此打電話向克莉絲蒂求救，導致克莉絲蒂臨時取消與保羅的約會，並和邦妮一同趕往太浩湖。薇歐蕾特表示自己打算回家，這讓克莉絲蒂與邦妮都覺得事有蹊蹺，因此在邦妮的拷問下，薇歐蕾特坦承自己欺騙一名想非法移民男子的錢，謊稱會與其結婚好讓他得到綠卡，結果薇歐蕾特卻毀約。克莉絲蒂無法狠下心來，而邦妮與瑪珠莉都一致認為薇歐蕾特是時候該為自己的行為負責，並要克莉絲蒂訓斥薇歐蕾特。最後，薇歐蕾特重新和路克搭上線，並發現前男友成為有錢人後，決定與他同居。 未登場：麥特·瓊斯 飾 巴克斯特、布萊克·蓋瑞特·羅森塔爾 飾 羅斯科、潔米·佩絲莉 飾 吉兒·肯豆、貝絲·霍爾 飾 溫蒂·哈里斯、威廉·菲德內爾 飾 亞當 客串：斯賓塞·丹尼爾斯 飾 路克、凱文·丹尼爾斯 飾 比爾警官、傑森·奧利弗 飾 保羅 |             |                                                                 |               | |                |           |                       |
| 72 | 6           | 赞安诺和雏鸭 Xanax and a Baby Duck                              | 喬恩·克萊爾   | 劇本創作 ：查克·洛里 & 沃倫·貝爾 & 謝爾敦·布爾 故事構思 ：艾迪·高洛達斯奇 & 潔瑪·貝克                            | 2016年12月1日  | T12.15361 | 7.01                  |
| 克莉絲蒂時時緊盯羅斯科，深怕羅斯科會再次碰毒，然而這卻讓羅斯科難以喘息。邦妮與瑪珠莉都覺得她反應過度，並認為緊迫盯人並非解決之道，這讓克莉絲蒂深覺無人支持自己，更對在自家飲酒的亞當發怒。邦妮要羅斯科了解他有權利對家人感到憤怒，但希望羅斯科將該憤怒的心情轉化為向上的動力，而非如自己和克莉絲蒂曾經那樣地糟蹋自己。邦妮要克莉絲蒂了解自己無法左右他人的人生，唯有先打理好自己才是上上策，同時，心理醫師亦要克莉絲蒂了解羅斯科正努力想取回她對自己的信任。最後，克莉絲蒂跟隨邦妮參加匿名戒酒家庭互助會，並正視自己內心的恐懼。 未登場：莎蒂·考瓦諾 飾 薇歐蕾特·普朗奇 客串：蒂姆·巴格萊 飾 拉沙爾醫師、傑克·麥吉 飾 法蘭克 |             |                                                                 |               | |                |           |                       |
| 73 | 7           | 玉米面包和羊绒连身衣 Cornbread and a Cashmere Onesie            | 詹姆士·威道斯 | 劇本創作 ：查克·洛里 & 潔瑪·貝克 故事構思 ：艾迪·高洛達斯奇 & 馬科·佩奈特 & 蘇珊·麥克馬丁                        | 2017年12月8日  | T12.15355 | 7.48                  |
| 吉兒母親的忌日到來，這讓她憶起過往傷心的回憶，同時，邦妮總是不懂得傾聽他人，至於溫蒂則常常被遺忘。瑪珠莉說服吉兒與她及克莉絲蒂和邦妮前去替流浪漢打飯菜，企圖讓吉兒了解世上尚有比她更可憐不幸的人，以此讓吉兒振作，殊不知，吉兒卻得到錯誤的領悟，並決定生個孩子還陪伴自己。克莉絲蒂與邦妮試圖說服吉兒別因此接受精子捐贈，但克莉絲蒂在吉兒認為她是自己最好的朋友後，卻答應陪同吉兒前去接受捐精。克莉絲蒂最後還是嘗試阻止吉兒，並認為吉兒此舉只是想彌補失去母親的空位，這讓吉兒認為克莉絲蒂不認同她能成為一位母親，而與克莉絲蒂翻臉。 未登場：麥特·瓊斯 飾 巴克斯特、莎蒂·考瓦諾 飾 薇歐蕾特·普朗奇、布萊克·蓋瑞特·羅森塔爾 飾 羅斯科、威廉·菲德內爾 飾 亞當 |             |                                                                 |               | |                |           |                       |
| 74 | 8           | 熟过头的香蕉和自行车骑警 Freckled Bananas and a Little Schwinn  | 詹姆士·威道斯 | 劇本創作 ：查克·洛里 & 蘇珊·麥克馬丁 & 安妮·弗雷特-佐丹諾 故事構思 ：尼克·貝凱 & 艾莉莎·紐鮑爾 & 布莉提·安可爾   | 2016年12月15日 | T12.15357 | 8.23                  |
| 克莉絲蒂與邦妮前去禮品店挑選吉兒的生日禮物，然而因店員卡蜜兒瞧不起無法購買高額單價品的克莉絲蒂，導致氣憤的克莉絲蒂順走店內的一隻太陽眼鏡。邦妮發現克莉絲蒂偷竊後，自認自己的品格比克莉絲蒂高尚，這讓克莉絲蒂非常不悅。邦妮為了方便而複製亞當的身心障礙者專用停車位許可證，隨後便被自行車騎警開單，這讓克莉絲蒂決定藉機向邦妮復仇，並刻意讓亞當得知此事，導致亞當質疑起這對母女的品格。克莉絲蒂決定將太陽眼鏡歸還給卡蜜兒，但卡蜜兒勢利的態度讓克莉絲蒂非常不滿，所以她又順走一雙手套。瑪珠莉因欺騙維多而讓她可能深陷再度碰酒的危機，這讓克莉絲蒂與邦妮有感而發，而決定中途離席導正自我的品格。克莉絲蒂前去精品店歸還偷來的單品，雖然卡蜜兒認為克莉絲蒂勇氣可嘉，但她仍選擇報警，這讓克莉絲蒂不得不拔腿狂奔，於此同時，邦妮試圖讓亞當了解她的苦衷以及她知錯能改，好挽回對她感到失望的亞當。 未登場：麥特·瓊斯 飾 巴克斯特、莎蒂·考瓦諾 飾 薇歐蕾特·普朗奇、布萊克·蓋瑞特·羅森塔爾 飾 羅斯科 客串：克莉絲緹娜·摩爾 飾 卡蜜兒、艾文·赫南迪茲 飾 達倫警官 |             |                                                                 |               | |                |           |                       |
| 75 | 9           | 咸猪手和英国王室 Bad Hand and British Royalty                   | 詹姆士·威道斯 | 劇本創作 ：查克·洛里 & 尼克·貝凱 & 沃倫·貝爾 故事構思 ：蘇珊·麥克馬丁 & 亞當·蔡斯 & 安妮·弗雷特-佐丹諾           | 2017年1月5日   | T12.15359 | 8.50                  |
| 亞當在好萊塢的朋友米契與其妻子琳恩將前來納帕縣拜訪，而邦妮試圖讓米契與琳恩對自己有好印象，殊不知，米契與琳恩將和亞當一同沉浸在瘋狂的酒精派對中。邦妮意外得知琳恩在認識米契前，曾為亞當的砲友，這讓邦妮對亞當未向自己坦白一事感到不悅。米契對邦妮伸出鹹豬手，甚至在酒醉時爬上克莉絲蒂的床，這讓邦妮和克莉絲蒂忍無可忍而抖出全部事蹟。亞當最後向邦妮與米契對自己和琳恩的情事道歉，但同時也狠揍米契一拳，而米契也選擇正視自己是個因酒精而壞事的酗酒者。 未登場：麥特·瓊斯 飾 巴克斯特、莎蒂·考瓦諾 飾 薇歐蕾特·普朗奇、布萊克·蓋瑞特·羅森塔爾 飾 羅斯科 特別客串：布萊德利·惠特福德 飾 米契 客串：妮可·沙利文 飾 琳恩 |             |                                                                 |               | |                |           |                       |
| 76 | 10          | 安全词和肋眼排 A Safe Word and a Rib Eye                        | 安東尼·瑞奇   | 劇本創作 ：查克·洛里 & 艾莉莎·紐鮑爾 故事構思 ：艾迪·高洛達斯奇 & 潔瑪·貝克 & 馬科·佩奈特                        | 2017年1月12日  | T12.15358 | 7.39                  |
| 吉兒已成功受孕快兩個月，然而她仍尚未與克莉絲蒂和好，即便克莉絲蒂不斷向她釋出善意。克莉絲蒂的生日將至，邦妮等人決定為其舉辦驚喜派對，殊不知瑪珠莉接到吉兒的緊急電話，並得知吉兒肚裡的孩子失去心跳。克莉絲蒂相當擔心吉兒，但吉兒仍不願見到克莉絲蒂，而邦妮開導吉兒，道出自己幼時的遭遇以及自己對克莉絲蒂來說是個多麼糟糕的母親，這讓吉兒多少受到安慰與鼓勵，至於克莉絲蒂則了解到自己不應該左右他人該過上什麼樣人生。最後，吉兒與克莉絲蒂冰釋前嫌和好後，吉兒表示她決定領養一個孩子。 未登場：麥特·瓊斯 飾 巴克斯特、莎蒂·考瓦諾 飾 薇歐蕾特·普朗奇、布萊克·蓋瑞特·羅森塔爾 飾 羅斯科、威廉·菲德內爾 飾 亞當 |             |                                                                 |               | |                |           |                       |
| 77 | 11          | 善业和大怪头 Good Karma and the Big Weird                       | 詹姆士·威道斯 | 劇本創作 ：查克·洛里 & 艾莉莎·紐鮑爾 & 蘇珊·麥克馬丁 故事構思 ：尼克·貝凱 & 謝爾敦·布爾 & 亞當·蔡斯 & 沃倫·貝爾  | 2017年1月19日  | T12.15360 | 8.57                  |
| 克莉絲蒂與瑪珠莉的帥氣姪子尼克不謀相識，並意外來電，但瑪珠莉卻禁止對尼克垂涎的克莉絲蒂等人向尼克出手。在邦妮的鼓舞下，克莉絲蒂主動來到尼克工作的馬廄，在尼克教導克莉絲蒂騎馬，克莉絲蒂卻意外扭傷腳踝後，乾柴烈火的兩人在馬廄翻雲覆雨，終於打破克莉絲蒂19個月沒有性生活的紀錄。爾後，克莉絲蒂與尼克開始約會，但克莉絲蒂卻發覺尼克的行為越來越怪異，甚至提及打算娶克莉絲蒂，還在凌晨來到克莉絲蒂家門外，對克莉絲蒂自彈自唱。受不了的克莉絲蒂，決定向瑪珠莉坦白，而瑪珠莉表示尼克其實患有精神疾病，這使克莉絲蒂決定向尼克提出分手，但卻又不忍放下這塊可口的嘴邊肉。 未登場：麥特·瓊斯 飾 巴克斯特、莎蒂·考瓦諾 飾 薇歐蕾特·普朗奇、布萊克·蓋瑞特·羅森塔爾 飾 羅斯科、威廉·菲德內爾 飾 亞當 特別客串：克里斯·普瑞特 飾 尼克·班納沙克 客串：約翰·奧布賴恩 飾 服務生 |             |                                                                 |               | |                |           |                       |
| 78 | 12          | 风铃和无底丧渊 Wind Chimes and a Bottomless Pit of Sadness      | 詹姆士·威道斯 | 劇本創作 ：潔瑪·貝克 & 謝爾敦·布爾 故事構思 ：亞當·蔡斯 & 艾莉莎·紐鮑爾 & 布莉提·安可爾                          | 2017年2月2日   | T12.15362 | 8.71                  |
| 邦妮從亞當家順走一袋餅乾，在她與克莉絲蒂及吉兒與溫蒂分享後，她們開始感受到飄飄然的感覺。亞當得知邦妮拿走了他藏匿的餅乾後，試圖找到邦妮一行人，並向邦妮坦承那袋餅乾其實含有大麻，這讓邦妮等人陷入恐慌。亞當安撫邦妮等人不成，緊急向瑪珠莉求救，而她趕到邦妮家後，要邦妮等四人放下無心之過的罪惡，並繼續堅持戒癮的信念。 未登場：麥特·瓊斯 飾 巴克斯特、莎蒂·考瓦諾 飾 薇歐蕾特·普朗奇、布萊克·蓋瑞特·羅森塔爾 飾 羅斯科 客串：強納森·科恩 飾 維多、蘿莉·強森 飾 碧耶翠絲、艾咪·法林頓 飾 瓊恩 |             |                                                                 |               | |                |           |                       |
| 79 | 13          | 充气城堡和动脉瘤 A Bouncy Castle and an Aneurysm                | 詹姆士·威道斯 | 劇本創作 ：潔瑪·貝克 故事構思 ：艾迪·高洛達斯奇 & 馬科·佩奈特                                                    | 2017年2月9日   | T12.15363 | 7.56                  |
| 由於亞當宿醉，導致邦妮只好不情願的一人獨自前去參加美食節，而她在那結識同樣也為戒酒者的喬，兩人相談甚歡。邦妮一直說服自己與喬之間的關係僅僅只是友情，但克莉絲蒂等人都看得出兩人的關係充滿曖昧，而邦妮在前去喬的餐廳用餐後，兩人更意外地吻了彼此，即便邦妮最後因罪惡感而選擇拒絕喬的感情。亞當決定向邦妮為未陪伴她前去美食節一事道歉，此時，充滿罪惡的邦妮選擇向亞當坦白與喬的意外之吻，這讓亞當無法諒解，而邦妮亦道出當亞當在她身邊飲酒時，她常感到孤獨的心情，但邦妮錯誤的舉動卻恐讓自己永遠失去亞當。 未登場：麥特·瓊斯 飾 巴克斯特、莎蒂·考瓦諾 飾 薇歐蕾特·普朗奇、布萊克·蓋瑞特·羅森塔爾 飾 羅斯科 客串：大衛·詹姆斯·艾略特 飾 喬 |             |                                                                 |               | |                |           |                       |
| 80 | 14          | 烤鸡和一件有趣的事 Roast Chicken and a Funny Story              | 詹姆士·威道斯 | 劇本創作 ：尼克·貝凱 & 馬科·佩奈特 & 亞當·蔡斯 故事構思 ：艾莉莎·紐鮑爾 & 蘇珊·麥克馬丁 & 安妮·弗雷特-佐丹諾     | 2017年2月16日  | T12.15364 | 7.87                  |
| 邦妮因為和亞當分手而陷入無盡的悲傷，更用盡互助會的所有時間來抒發自己的情緒。克莉絲蒂在超市巧遇亞當，於是說服亞當再給邦妮一次機會，好讓自己從煩躁的分手邦妮身邊解脫。亞當思考過後，決定和邦妮復合，但亞當仍對邦妮劈腿一事避而不談，這使兩人的關係極度尷尬，只能用性事來逃避。亞當臨時取消與邦妮的約會，即便邦妮不斷地說服自己，但在克莉絲蒂等人的提醒下，邦妮知道她必須與亞當把話說開，才能繼續這段感情。 未登場：麥特·瓊斯 飾 巴克斯特、莎蒂·考瓦諾 飾 薇歐蕾特·普朗奇、布萊克·蓋瑞特·羅森塔爾 飾 羅斯科 客串：瑪麗·帕特·格里森 飾 瑪麗 |             |                                                                 |               | |                |           |                       |
| 81 | 15          | 夜泳和英式玛芬 Night Swimmin' and an English Muffin             | 詹姆士·威道斯 | 劇本創作 ：艾迪·高洛達斯奇 & 潔瑪·貝克 故事構思 ：查克·洛里 & 沃倫·貝爾 & 謝爾敦·布爾                            | 2017年2月23日  | T12.15365 | 7.62                  |
| 亞當最後仍選擇追回邦妮，然而邦妮卻意外得知亞當尚與前妻有所聯絡，使得邦妮又開始和亞當陷入爭執，這讓克莉絲蒂與鄰居們不堪其擾。吉兒開始擔心起自己是否能夠成為一位好養母，同時，邦妮得知原來亞當與前妻尚未完成離婚手續。對於亞當前妻丹妮兒的存在，邦妮對此備感威脅，於是她親自與丹妮兒交手，企圖確認亞當與丹妮兒之間的癥結點。邦妮看出亞當與丹妮兒離異的原因可能是丹妮兒出軌，故亞當才會對自己和喬之間的情事感到難以釋懷，同時，亞當將暫托丹妮兒飼養的狗狗帶給邦妮認識。 未登場：麥特·瓊斯 飾 巴克斯特、莎蒂·考瓦諾 飾 薇歐蕾特·普朗奇、布萊克·蓋瑞特·羅森塔爾 飾 羅斯科 客串：溫蒂·馬利克 飾 丹妮兒·詹納考斯基、艾米·希爾 飾 貝芙莉·塔倫蒂諾 |             |                                                                 |               | |                |           |                       |
| 82 | 16          | 马天尼和海绵浴 Martinis and a Sponge Bath                       | 詹姆士·威道斯 | 劇本創作 ：尼克·貝凱 & 蘇珊·麥克馬丁 & 謝爾敦·布爾 故事構思 ：艾莉莎·紐鮑爾 & 沃倫·貝爾 & 亞當·蔡斯              | 2017年3月9日   | T12.15366 | 7.50                  |
| 由於克莉絲蒂的車沒油，故亞當提議載克莉絲蒂前去餐館和邦妮等人會合，結果兩人在途中發生小車禍。瑪珠莉接到醫院的電話並和邦妮與吉兒趕往醫院，而邦妮對克莉絲蒂的緊急連絡人不是自己而是瑪珠莉一事感到質疑，同時在得知亞當也發生車禍後，她發現亞當的緊急連絡人竟是丹妮兒。邦妮在照顧克莉絲蒂時，亦對照顧亞當的丹妮兒感到備受威脅，於是她拜託吉兒替自己看照克莉絲蒂，好前往亞當家與丹妮兒較量，而吉兒也決定趁此機會提前學習如何當媽。 未登場：麥特·瓊斯 飾 巴克斯特、莎蒂·考瓦諾 飾 薇歐蕾特·普朗奇、布萊克·蓋瑞特·羅森塔爾 飾 羅斯科 客串：溫蒂·馬利克 飾 丹妮兒·詹納考斯基、卡莉絲·伯克 飾 護理師派翠西亞 |             |                                                                 |               | |                |           |                       |
| 83 | 17          | 黑霉菌和老热狗 Black Mold and an Old Hot Dog                    | 安東尼·瑞奇   | 劇本創作 ：沃倫·貝爾 & 謝爾敦·布爾 故事構思 ：潔瑪·貝克 & 安妮·弗雷特-佐丹諾 & 布莉提·安可爾                     | 2017年3月30日  | T12.15367 | 7.03                  |
| 公寓正進行年度業績評估，為了保住工作，邦妮決定對住戶有求必應，並努力討好他們。吉兒即將迎接一名14歲少女艾蜜莉成為自己的養女，但吉兒相當擔心自己無法成為一位好媽媽，亦試圖拉近與艾蜜莉的關係。 未登場：麥特·瓊斯 飾 巴克斯特、莎蒂·考瓦諾 飾 薇歐蕾特·普朗奇、布萊克·蓋瑞特·羅森塔爾 飾 羅斯科、威廉·菲德內爾 飾 亞當 客串：艾米·希爾 飾 貝芙莉·塔倫蒂諾、查理·羅賓森 飾 芒森先生、達娜·L·威爾森 飾 芭芭拉、茱莉亞·雷斯特 飾 艾蜜莉 |             |                                                                 |               | |                |           |                       |
| 84 | 18          | 尽情摇摆和几颗樱桃小萝卜 Tush Push and Some Radishes            | 詹姆士·威道斯 | 劇本創作 ：馬科·佩奈特 & 蘇珊·麥克馬丁 故事構思 ：艾迪·高洛達斯奇 & 尼克·貝凱                                    | 2017年4月6日   | T12.15368 | 7.50                  |
| 邦妮收到母親雪莉逝世的消息卻不痛不癢，而克莉絲蒂決定說服邦妮一同前往雪莉家，整理其遺物。克莉絲蒂與邦妮在雪莉家的冰箱發現一疊紙鈔，此時，非裔男子雷前來拜訪，這才揭曉原來雪莉還有個兒子。邦妮對雪莉遺棄自己卻扶養雷感到不平衡，但雷表示自己能爬上律師之位是靠自身力量，並認為待在雪莉身邊亦未必是好事。在聽取吉兒來自瑪珠莉的意見後，邦妮寫下了一張欲對雪莉訴說的話，而邦妮知道雪莉一直是她糟糕人生的藉口，但她現在決定為自己的人生負責。 未登場：麥特·瓊斯 飾 巴克斯特、莎蒂·考瓦諾 飾 薇歐蕾特·普朗奇、布萊克·蓋瑞特·羅森塔爾 飾 羅斯科、威廉·菲德內爾 飾 亞當 客串：倫納德·羅伯茲 飾 雷·斯泰普勒 |             |                                                                 |               | |                |           |                       |
| 85 | 19          | 密教性爱和苗笛素食餐厅 Tantric Sex and the Sprouted Flute       | 詹姆士·威道斯 | 劇本創作 ：艾迪·高洛達斯奇 & 尼克·貝凱 & 潔瑪·貝克 故事構思 ：查克·洛里 & 謝爾敦·布爾 & 布莉提·安可爾            | 2017年4月13日  | T12.15369 | 6.84                  |
| 亞當向邦妮提出同居的提議，而她在經過深思熟慮後，展開與亞當的同居生活，但生活習慣不同的兩人，卻開始對對方的小眉角感到厭煩。克莉絲蒂和學校裡的一名素食主義者布拉德約會，並嘗試配合對方過上「健康」的生活。 未登場：麥特·瓊斯 飾 巴克斯特、莎蒂·考瓦諾 飾 薇歐蕾特·普朗奇、布萊克·蓋瑞特·羅森塔爾 飾 羅斯科 客串：布萊特·哈里森 飾 布拉德 |             |                                                                 |               | |                |           |                       |
| 86 | 20          | 蛐蛐儿和金篱笆 A Cricket and a Hedge Made of Gold               | 詹姆士·威道斯 | 劇本創作 ：潔瑪·貝克 & 蘇珊·麥克馬丁 & 亞當·蔡斯 故事構思 ：馬科·佩奈特 & 艾莉莎·紐鮑爾 & 安妮·弗雷特-佐丹諾     | 2017年4月27日  | T12.15370 | 7.06                  |
| 協助瑪珠莉戒癮的互助者破戒，這讓瑪珠莉相當沮喪，並打算一個人靜靜，於是邦妮自告奮勇成為大家的傾聽者，但這卻不是件易事。克莉絲蒂在互助會上遇見16年前曾強暴自己的男子，一直不願面對傷痛的她，終於崩潰，而她也決定勇敢的站出來，指責性犯罪。 未登場：麥特·瓊斯 飾 巴克斯特、莎蒂·考瓦諾 飾 薇歐蕾特·普朗奇、布萊克·蓋瑞特·羅森塔爾 飾 羅斯科、威廉·菲德內爾 飾 亞當 客串：強納森·科恩 飾 維多、瑪麗·帕特·格里森 飾 瑪麗 |             |                                                                 |               | |                |           |                       |
| 87 | 21          | 几条内裤和夏威夷葬礼 A Few Thongs and a Hawaiian Funeral        | 詹姆士·威道斯 | 劇本創作 ：潔瑪·貝克 & 馬科·佩奈特 故事構思 ：艾莉莎·紐鮑爾 & 亞當·蔡斯 & 安妮·弗雷特-佐丹諾                     | 2017年5月4日   | T12.15371 | 8.18                  |
| 亞當將前往夏威夷參加丹妮兒母親的葬禮，並把狗狗託付給邦妮，然而邦妮因擔心亞當與丹妮兒會再續前緣，而將不安感投射至狗狗身上，導致她過度憂慮。克莉絲蒂陪同吉兒和艾蜜莉前去勒戒中心見艾蜜莉的母親娜塔莎，而克莉絲蒂決定幫助曾在同一家舞會做脫衣舞娘同事的娜塔莎戒癮。吉兒擔心克莉絲蒂對娜塔莎的幫助，會讓她失去艾蜜莉，因此不贊同克莉絲蒂的作為，這讓克莉絲蒂相當生氣，認為每個人都有改過的機會，而吉兒在了解自己也曾如娜塔莎那般沒有戒癮的定性後，選擇支持克莉絲蒂幫助娜塔莎。 未登場：麥特·瓊斯 飾 巴克斯特、莎蒂·考瓦諾 飾 薇歐蕾特·普朗奇、布萊克·蓋瑞特·羅森塔爾 飾 羅斯科 客串：蜜西·派兒 飾 娜塔莎、約翰·班傑明·西基 飾 賽勒斯醫生、亞德利·史密斯 飾 茵妮、茱莉亞·雷斯特 飾 艾蜜莉 |             |                                                                 |               | |                |           |                       |
| 88 | 22          | 牙关紧闭和流质饮食 Lockjaw and a Liquid Diet                    | 詹姆士·威道斯 | 劇本創作 ：蘇珊·麥克馬丁 & 謝爾敦·布爾 故事構思 ：艾迪·高洛達斯奇 & 尼克·貝凱                                    | 2017年5月11日  | T12.15372 | 8.12                  |
| 邦妮因長年未繳稅而遭國稅局凍結帳戶，而克莉絲蒂決定幫助不想再次坐牢的邦妮，並擔任邦妮的法律顧問。由於克莉絲蒂未能成功和國稅局官員談妥協議，因此決定向雷尋求幫助，即便邦妮仍將對母親的不滿轉移至雷身上而反對。雷希望能幫助邦妮，並藉此與邦妮拉近關係，與此同時，雷因欣賞克莉絲蒂的用功，而錄取克莉絲蒂作為法律事務所的實習生。最後，雷坦承自己雖然擁有看似完美的生活，但壓力使他碰毒，而他認為邦妮等人的出現，將能使他解脫，而大夥們也相當歡迎雷的加入。 未登場：麥特·瓊斯 飾 巴克斯特、莎蒂·考瓦諾 飾 薇歐蕾特·普朗奇、布萊克·蓋瑞特·羅森塔爾 飾 羅斯科 客串：唐·麥克馬納斯 飾 史提夫、倫納德·羅伯茲 飾 雷·斯泰普勒、蘿莉·強森 飾 碧耶翠絲、大衛·安東尼·希金斯 飾 喬治 |             |                                                                 |               | |                |           |                       |

## 收視
| 總集數 | 集數 | 標題                     | 播出日期       | 收視/份額 （18–49歲） | 收視 （百萬） | DVR （18–49歲） | DVR收視 （百萬） | 加總 （18–49歲） | 總收視 （百萬） |
| ------ | ---- | ------------------------ | -------------- | --------------------- | ------------- | --------------- | ---------------- | ---------------- | --------------- |
| 67     | 1    | 高帮球鞋和棕色夹克       | 2016年10月27日 | 1.5/5                 | 7.02          | TBD             | TBD              | TBD              | TBD             |
| 68     | 2    | 鸡剑比赛和多米尼加游击手 | 2016年11月3日  | 1.3/5                 | 6.85          | TBD             | TBD              | TBD              | TBD             |
| 69     | 3    | 苏打水和那话儿           | 2016年11月10日 | 1.5/5                 | 7.10          | TBD             | TBD              | TBD              | TBD             |
| 70     | 4    | 好奇的乔治和红发大梦魇   | 2016年11月17日 | 1.4/5                 | 7.64          | TBD             | TBD              | TBD              | TBD             |
| 71     | 5    | 可卡因和免费麦满分       | 2016年11月24日 | 1.2/4                 | 5.82          | 0.5             | 1.92             | 1.7              | 7.74            |
| 72     | 6    | 赞安诺和雏鸭             | 2016年12月1日  | 1.3/5                 | 7.01          | TBD             | 1.85             | TBD              | 8.87            |
| 73     | 7    | 玉米面包和羊绒连身衣     | 2016年12月8日  | 1.4/5                 | 7.48          | TBD             | TBD              | TBD              | TBD             |
| 74     | 8    | 熟过头的香蕉和自行车骑警 | 2016年12月15日 | 1.5/5                 | 8.23          | TBD             | 1.71             | TBD              | 9.94            |
| 75     | 9    | 咸猪手和英国王室         | 2017年1月5日   | 1.7/6                 | 8.50          | TBD             | TBD              | TBD              | TBD             |
| 76     | 10   | 安全词和肋眼排           | 2017年1月12日  | 1.3/5                 | 7.39          | TBD             | TBD              | TBD              | TBD             |
| 77     | 11   | 善业和大怪头             | 2017年1月19日  | 1.7/6                 | 8.57          | TBD             | 1.99             | TBD              | 10.57           |
| 78     | 12   | 风铃和无底丧渊           | 2017年2月2日   | 1.6/5                 | 8.71          | TBD             | 1.95             | TBD              | 10.66           |
| 79     | 13   | 充气城堡和动脉瘤         | 2017年2月9日   | 1.5/5                 | 7.56          | TBD             | TBD              | TBD              | TBD             |
| 80     | 14   | 烤鸡和一件有趣的事       | 2017年2月16日  | 1.5/5                 | 7.87          | TBD             | TBD              | TBD              | TBD             |
| 81     | 15   | 夜泳和英式玛芬           | 2017年2月23日  | 1.4/5                 | 7.62          | TBD             | TBD              | TBD              | TBD             |
| 82     | 16   | 马天尼和海绵浴           | 2017年3月9日   | 1.4/5                 | 7.50          | TBD             | TBD              | TBD              | TBD             |
| 83     | 17   | 黑霉菌和老热狗           | 2017年3月30日  | 1.2/5                 | 7.03          | 0.6             | TBD              | 1.8              | TBD             |
| 84     | 18   | 尽情摇摆和几颗樱桃小萝卜 | 2017年4月6日   | 1.4/6                 | 7.50          | TBD             | TBD              | TBD              | TBD             |
| 85     | 19   | 密教性爱和苗笛素食餐厅   | 2017年4月13日  | 1.3/5                 | 6.84          | TBD             | TBD              | TBD              | TBD             |
| 86     | 20   | 蛐蛐儿和金篱笆           | 2017年4月27日  | 1.3/5                 | 7.06          | TBD             | TBD              | TBD              | TBD             |
| 87     | 21   | 几条内裤和夏威夷葬礼     | 2017年5月4日   | 1.5/6                 | 8.18          | TBD             | TBD              | TBD              | TBD             |
| 88     | 22   | 牙关紧闭和流质饮食       | 2017年5月11日  | 1.5/6                 | 8.12          | TBD             | TBD              | TBD              | TBD             |
| 平均   | 平均 | 平均                     | 平均           | 1.4                   | 7.61          | 0.5             | 1.83             | 1.9              | 9.44            |

## 獎項
| 年度 | 大獎                 | 獎項                         | 入圍者                                | 結果 |
| ---- | -------------------- | ---------------------------- | ------------------------------------- | ---- |
| 2016 | 評論家選擇電視獎     | 喜劇類影集最佳女配角獎       | 艾莉森·珍妮                           | 提名 |
| 2017 | 人民選擇獎           | 最喜愛喜劇類電視女演員獎     | 安娜·法瑞絲                           | 提名 |
| 2017 | 在線電影與電視協會獎 | 喜劇類影集最佳女演員獎       | 艾莉森·珍妮                           | 提名 |
| 2017 | 黃金時段艾美獎       | 最佳喜劇類影集女主角獎       | 艾莉森·珍妮                           | 提名 |
| 2017 | 黃金時段艾美獎       | 最佳喜劇類影集多鏡影片剪輯獎 | 喬·貝拉（集數：《咸猪手和英国王室》） | 提名 |

## 外部連結
- 《极品老妈》的CBS全接触（英语：CBS All Access）主页（英文）
- 《《極品老媽》》各集列表 来自互联网电影数据库（英文）